# Turis Fratyr
Turis Fratyr è il primo album della band tedesca Equilibrium, pubblicato il 14 febbraio 2005.

## Tracce
1. Turis Fratyr – 0:35
2. Wingthors Hammer – 6:41
3. Unter der Eiche – 4:50
4. Der Sturm – 3:45
5. Widars Hallen – 8:15
6. Met – 2:24
7. Heimdalls Ruf – 1:51
8. Die Prophezeiung – 5:18
9. Nordheim – 5:11
10. Im Fackelschein – 1:59
11. Tote Heldensagen – 9:10
12. Wald der Freiheit – 3:00
13. Shingo Murata – 5:27